# جدول كولو

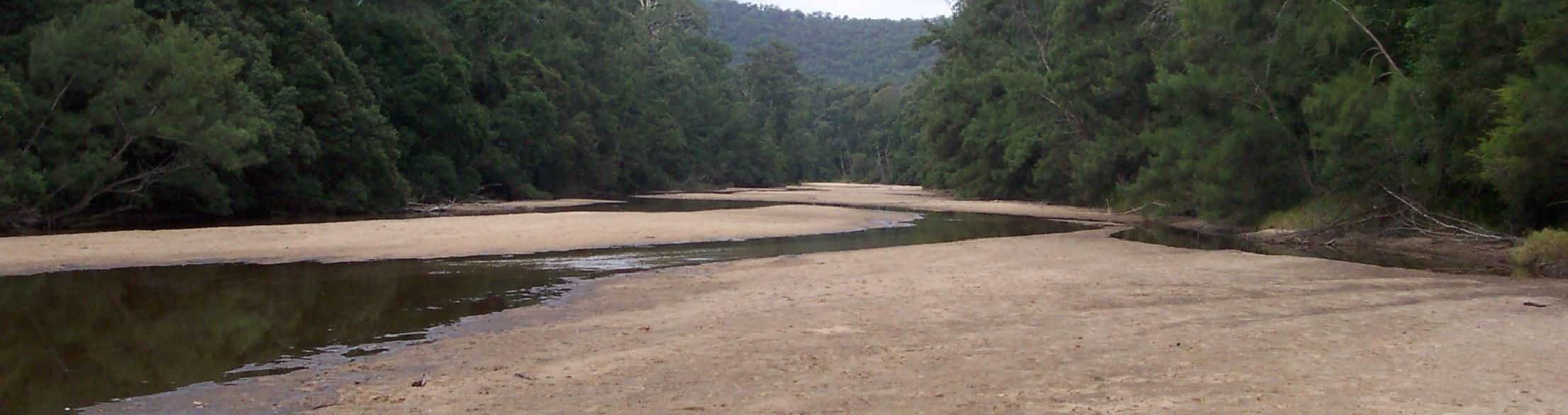
نهر كولو
(بالإنجليزية: Colo River)‏ هو نهر في نيو ساوث ويلز، أستراليا. نهر كولو يبدأ عند التقاء نهر كابرتي Capertee ونهر ولغان Wolgan ، التي تصب مياههما في وادي وولغان Capertee إلى الشمال من مدينة ليثغو. النهر يتدفق شرقا ثم جنوبا عبر ممر ضيق عميق في القسم الشمالي من جبال الأزرق. الغالبية العظمى من النهر تقع في حديقة Wollemi الوطنية، وتم بناء السدود في أواخر عام 1970 من قبل جمعية المحافظة على الحياة البرية والبيئة، علماً بأن منطقة جبال بلو ومن ضمنها الحديقة الوطنية Wollemi ضمن قائمة التراث العالمي، ويرجع ذلك إلى اكتشاف العالم ووليمي باين Wollemi Pine، حفريات من عصر الديناصورات.

## المرجع
مترجم من Colo River